# Rib Mountain (Wisconsin)
Rib Mountain es un pueblo ubicado en el condado de Marathon en el estado estadounidense de Wisconsin. En el Censo de 2010 tenía una población de 6825 habitantes y una densidad poblacional de 103,09 personas por km².

## Geografía
Rib Mountain se encuentra ubicado en las coordenadas 44°53′50″N 89°41′2″O / 44.89722, -89.68389. Según la Oficina del Censo de los Estados Unidos, Rib Mountain tiene una superficie total de 66.2 km², de la cual 63.65 km² corresponden a tierra firme y (3.86%) 2.56 km² es agua.

## Demografía
Según el censo de 2010, había 6825 personas residiendo en Rib Mountain. La densidad de población era de 103,09 hab./km². De los 6825 habitantes, Rib Mountain estaba compuesto por el 93.35% blancos, el 0.19% eran afroamericanos, el 0.23% eran amerindios, el 5.35% eran asiáticos, el 0% eran isleños del Pacífico, el 0.23% eran de otras razas y el 0.64% pertenecían a dos o más razas. Del total de la población el 0.95% eran hispanos o latinos de cualquier raza.